# Plobsheim
Plobsheim település Franciaországban, Bas-Rhin megyében. Lakosainak száma 4471 fő (2022. január 1.). Plobsheim Erstein, Eschau és Nordhouse községekkel határos.

## Népesség
A település népességének változása:
| Lakosok száma | 4181 | 4349 | 4475 | 4443 | 4493 | 4465 | 4475 | 4473 | 4471 |
|               | 2013 | 2015 | 2016 | 2017 | 2018 | 2019 | 2020 | 2021 | 2022 |